# Станислав Шушкевич
Станислав Шушкевич (бел. Станіслаў Шушкевіч; Минск, 15. децембар 1934 — Минск, 3. мај 2022) био је белоруски политичар и научник. Био је председник Белорусије од септембра 1991. године до јануара 1994. године одмах после Распада Совјетског Савеза. Као члан Белоруске академије наука и доктор физике и математике, аутор је преко 150 научних докумената.
Станислав Шушкевич је уклонио већину нуклеарног оружја не плашећи се последица од стране запада или Русије. 
Александар Лукашенко је 1993. године оптужио тадашњих 70 политичара за корупцију, међу којима је и био Шушкевич. 
1994. године су расписани избори на којима је Шушкевич добио 10% гласова. Те изборе је добио Лукашенко.
Упркос свему, он наставља да буде политички активан и покушава да се кандидује 2004. године у парламентарним изборима, али му то забрањују тадашње власти. 
Он се и даље бави науком и предаје у универзитетима у САД, Пољској као и у Азији. Међутим, Шушкевич и даље има проблема са властима.

## Галерија
- Шушкевич децембра 1991. уз подршку председника Русије Бориса Јељцина, парламената Белорусије, председника Украјине Леонида Кравчука и парламента Украјине, Совјетски Савез бива избрисан с политичке карте света, том приликом је створена Заједница независних држава